# 飯塚雅弓
飯塚 雅弓（いいづか まゆみ、1977年〈昭和52年〉1月3日 - ）は、日本の声優、女優、歌手、DJ。東京都出身。アクロスエンタテインメント所属。レコードレーベルはLantis。ステイラック付属養成所・Follow-Up講師、フェリス女学院大学非常勤講師。
作曲時の名義は星 舞（ほし まい）。公式ファンクラブはStrawberry Candle。
声優としての代表作に『ポケットモンスター』（カスミ）、『魔術士オーフェン』（クリーオウ）などが、女優としての代表作に『大地の子』（大沢咲子〈少女時代〉）、『パナマ・ハッティー』（ジェリー）などがある。

## 経歴

### 子役時代
1980年、3歳のときに祖父の知人の紹介で劇団若草に入団。入団したのは劇団の近くに住んでいたことや礼儀作法が覚えられることやダンス、日舞、歌、演技、早口言葉などの基本レッスンを受けられることからであった。レッスンよりもあいさつや礼儀に厳しく、怒られて泣いていたのを覚えている。翌年の1981年1月11日にTBSの東芝日曜劇場で放送されたテレビドラマ『春のうららの物語』の富子役で子役としてデビュー。同作は石井ふく子がプロデューサーを担当しており、以降はオーディションなしで起用されていた。劇団若草では「自分にしかないものを人に見せ続けなさい」と言う教えの下、子供ながらただ必死に夢に向かう日々であった。小学校高学年のころには女優を目指していたこともあった。
1983年、父親の転勤に伴い台湾に移住し、芸能活動を休止。1987年に帰国し、同じ劇団若草で芸能活動を再開する。心の中ではずっと芸能界に戻りたいと思っており、日本に帰ってきた小学5年生のときに「自分なりに考えてこの世界で頑張っていこう」と決めた。家族は学業との両立を前提に、「自分が本当にやりたいことなら」と応援してくれたという。ここまで来るのには一人の力じゃできなかったといい、両親や祖父、家族に感謝の気持ちを伝えたいと2008年のインタビューで述べている。
活動再開の当初は思うようにいかずに『燃えて生きる』で役を貰うまではオーディションを受けても落ちることが多く、運もなく出演作品に恵まれなかった。本当に自分は仕事が好きなのか分からなくなったり、「私はもうダメなんじゃないか」と思ったりしたという。事実、『若奥さまは腕まくり!』のオーディションで最後の1人まで残ったが、結果は落選している。悔し涙ではあったが最終的に友人役で出演が決まり、楽しい現場だったのを後に自身のブログで述懐している。その際に当時の代表であった八重垣緑から「運を呼ぶのも自分の力よ」と言われてハッと気がついたといい、「弱気じゃダメなんだ、自分から引きつけないと」と感じ、そうやってオーディションに挑むようにしてからはドラマ出演も少しずつ増えていった。

### 子役から声優へ
1991年、劇場アニメ『おもひでぽろぽろ』のツネ子役で声優デビュー。声優としての経験がないことから不安ではあったが、「やってみたい」という思いに溢れていた。『おもひでぽろぽろ』のオーディションが自身が初めて受けた声優のオーディションであり、このころはほとんど声優のオーディションとは縁がなかった。
1993年、劇団若草の直営プロダクションである八重垣事務所に移籍。
1995年、法政大学女子高等学校卒業。高校を卒業するころに『楽勝!ハイパードール』のオーディションに受かり、19歳のときから『ハーメルンのバイオリン弾き』や『魔法使いTai!』など、テレビアニメやOVAの仕事が増えていった。
大学時代は「大学4年間で芽が出なければ、この道はスッパリ諦めよう」と限りを設けて、それまでは何が何でも頑張ろうと思っていた。事務所に声優としてデビューした先輩がおらず、マネージャーもどういう現場か分からない中、一人でアフレコに行くことが多かった。自信はなかったが、自分がやってきた芝居がそこで通用するのかと言う気持ちでアフレコに挑んでいた。

### 声優、歌手などマルチに活動
1997年、『ポケットモンスター』のカスミ役で広く名前を知られるようになる。先述したように大学卒業までに納得がいくような仕事がなければやめることも考えており、その際にめぐり逢ったのがカスミ役であった。そこから活躍の幅を広げ、8月27日、パイオニアLDCよりアルバム『かたおもい』をリリースし、歌手デビューを果たす。大学入学直前にアルバムを出してみないかという話があり、それまでも何度かアルバムを出す話はあったがまとまらずにその際も半信半疑みたいなところはあった。正式に決まるまでに何回かスタジオで「好きな歌を歌ってください」という課題があり、それをクリアしないとCDデビューの話は実現しないと聞かされてすごくプレッシャーであった。更に10月12日より放送された自身初の冠番組『週刊アニメージュ 飯塚雅弓のまだまだ日曜日だよ!』でメインパーソナリティを務め、本格的にラジオパーソナリティとしての活動も始める。2008年のインタビューでは「すごく世界が広がりましたね。夢はひとつじゃないんだって」と述べている。

### 現在まで
1998年、東京国際フォーラム ホールAにて自身初のコンサートである『VOICE ANIMAGE Presents 飯塚雅弓ファーストコンサート』を公演。
1999年、法政大学法学部卒業。
2010年8月中旬、中国・瀋陽市で開催されたイベント『2010中国瀋陽第二回アニメゲーム博覧会』（2010中国沈阳第二届动漫电玩博览会）に出席し、そこで小規模なライブや中国語のスピーチを行なった。
2014年2月28日、八重垣事務所を離れ、3月1日にケンユウオフィスに移籍。
2017年9月1日、ケンユウオフィスからアクロスエンタテインメントに移籍。
2017年時点で近年はステイラック付属養成所・Follow-Upで講師を務めるなど、後進の育成にも力を入れている。2024年4月にはフェリス女学院大学の非常勤講師に就任した。

## 特色

### 声優
『ポケットモンスター』のカスミ役に関しては、演じていた当時は良い役をやれて嬉しいという気持ちはなく、一生懸命演技を模索していたが、次第にキャラクターと一体となって作品を作り上げていく楽しさを実感した。そこから声優に対する姿勢が変わり、キャラクターのことを一番理解する親友になることが大事と考え、キャラクターと一心同体になることを一番に心がけている。2008年のインタビューでは、そんな創造力を掻き立てる作業や過程が楽しくてしょうがないと語っている。
『魔法使いTai!』で中富七香役を演じたことも本人の中では声優活動における1つの転機であり、勝ち気で男勝りで素直に言葉を出せないが本当は優しい七香には思いを馳せるなど感情移入していた。
本人が2017年のインタビューで語ったところによると、元々は専門の声優ではなかったため感情の変化をキャラクターに投影して表現する声優の世界は分からないことだらけであったという。声優デビュー当初は声をあてるだけで精一杯であったといい、テレビドラマでは自分の表情や仕草など身体を使って表現できるのに、声優は声だけしか使えないことから戸惑いや物足りなさも感じていたが、1999年の時点では「演じることは変わらないという思いで、両方とも楽しんでやっています」とコメントしている。
女優と声優の仕事はどこが共通しているかという質問に対して「演じるということは変わりません」とコメントしており、逆に違うところはどこかという質問に対しても意識したことがないとコメントしている。
自分に一番向いている役柄を「自然な私で演技できるから」として、明るくて元気な女の子を挙げており、1999年の時点では今後演じてみたい役柄として、病弱な大人しい女の子、男の子、動物を挙げている。

### 歌手
子供のころにテレビの歌番組を観て、工藤静香に憧れたりWinkの真似をするなどして「歌のチカラってすごいなぁ」と思い、役者だけでなく歌手になりたいと希望があったが、「役者にもまだなれてないのに、もう一つの夢なんて今さらムリでしょ」と憧れ止まりであった。歌手デビューした際は夢心地であったといい、「これは夢なんじゃないか」「この夢がずっと醒めないでほしい」とずっと思っていたという。
劇団若草では歌のレッスンはしていたが、歌手として歌うことはその基礎レッスンと感覚も自覚も重ならず、歌手を始めたばかりのころはその点で悩みもあった。当初はただ与えられた曲をどう消化していくかで必死で、曲や詞の世界観が当時の自分よりも上で背伸びをしているようなところもあった。
楽曲提供者は主に長谷川智樹（作詞・作曲・編曲）、イズミカワソラ（作詞・作曲）、堂島孝平（作詞・作曲）、大津美紀（作詞・作曲・編曲）、浅田信一（作詞・作曲・編曲）、吉田ゐさお（作詞・作曲・編曲）、岡崎律子（作詞・作曲）、かの香織（作詞・作曲）、鈴木CHiBUN智文（作曲・編曲）、トーレ・ヨハンソン（作曲・編曲）、松岡モトキ（作曲・編曲）、宮崎誠（作曲・編曲）、室生あゆみ（作詞）、加藤みちあき（編曲）、宅見将典（編曲）など。特に長谷川は「長谷川さんなしにはライブもできないと思うほどでしたし」と、飯塚の若手時代を大きく支えた存在であると言える。ヨハンソンから楽曲を提供されたのは一時期自身がスウェーデンポップにハマっていたのが関係しており、ヨハンソンに「私もやりたいです」と熱く語ったらスウェーデンやイギリスのレコーディングに参加することになった。2002年発売のシングル「やさしい右手」ではプロデュースを担当した吉田に「もっと自分の心を鏡のように映して書いてみよう」と教わったことから作詞に対する姿勢が変わったといい、自身にとって吉田との出逢いは大きなターニングポイントにもなったという。
歌手デビュー当初から自身の楽曲において作詞を手がけている。作詞をする内容は恋愛をテーマにした曲が多く、「人に対する思いやりや愛情を一番伝えたいので愛や想いをテーマにした曲が自然と多くなって」と述べている。さらに2004年より星舞（ほしまい）の名義で作曲をしている。この名義を使った理由について本人は、「作曲・飯塚雅弓として聴いてほしくなかったというか、他の作曲家の方達と並んで同じように聴いてもらって、どう感じてもらえるのか試してみたかったんです」と2007年のインタビューで述べている。作曲をするようになったきっかけはある日、何となく詞だけでなく曲も絡めてみようと思い、浮かんだメロディを鼻歌で歌ってそれをボイスレコーダーに吹き込んだのを聴いてもらったら形にしようということになったからである。1枚目のアルバムの時点ではアーティストから提示されたものをそのまま歌うこともあったが、2枚目のアルバムから選曲会議に参加させてもらうようになった。
『CDジャーナル』から「自身の好みでもあるスウェデッシュ・ポップを反映した、明るく開放的なポップ・ソングが魅力」と批評しているなど、
明るい曲が大多数を占めていたことから「明るすぎて疲れる」「人生を悟り過ぎていてつまらない」という指摘を受けることもあった。歌手デビューから4年が経過したころにレコード会社を徳間ジャパンコミュニケーションズに移籍したが、徳間ジャパンでは「多分来年は無理だろう」と言われながらリリースを行っており、このころは歌手としては引退危機と隣り合わせであった。
歌手活動を20年目に迎えた2017年8月までにアルバム・シングル合わせて32枚のCDを発表している。また、1998年にファーストライブを行って以降、定期的にライブも行っており、とりわけ2001年以降は自身の誕生日である1月3日にバースデーライブを行っている。ライブでは歌唱だけでなく、ピアノやギターを演奏することもある。

### その他
歌手だけでなくラジオの仕事も自身にとって予想外であった。仕切られたガラスの向こうからスタッフが見ているところで自由に思ったことを話すなんて出来ないと思っていたが、リスナーからの声と反応に少しずつ助けられてラジオパーソナリティとしての引き出しを作ってもらえたという。また、スタッフからも「ラジオはみんなそれぞれの場所で聴いてるんだよ。全員にウケようとしなくていい。1人の友だちに話し掛ける感覚でいいんだよ」と言葉を貰って一歩前に進めた気がしたといい、「学校の休み時間に友だちと話す感覚」と思うようになってからは楽しんで喋れるようになったという。
「まゆたま」というキャラクターをデザインしており、本人の関連グッズに盛り込まれたこともある。自身のX（旧Twitter）のIDもこれに由来してる他、エイプリルフールである4月1日には、「朝目覚めたら“まゆたま”の姿になってしまい、一日を過ごす」というシチュエーションを行ったこともある。
毎月15日、自身のオフィシャルサポーターズのスタッフがYouTubeにて「まーちゃんねる」というタイトルで動画をアップロードしている。また、ツイキャスにおいても「まーゆるりトーク」というタイトルでライブ配信を行っている。

## 人物

### 名前・愛称
名前の由来は祖父が趣味でやっていた盆栽の中で一際成長していた木がマユミであったことから。
一般的な愛称は「まーちゃん」で、家族からは「まいたん」、三木眞一郎からは「飯塚ちゃん」と呼ばれており、他に「まゆたん」 などがある。

### 家庭環境
家族構成は父、母、5歳下の妹、祖母の5人。
ペットとして犬の「ロック」を飼っていた。元々はかつて所属していた八重垣事務所で飼われていた犬であり、社長である伊藤薫の出張を理由に預かっていたのがきっかけで、飯塚自ら「譲ってほしい」と志願し、2009年4月17日から飯塚家のペットとして迎え入れた。2024年11月19日、16歳で亡くなったことを自身のブログで報告した。

### 性格
子供のころは木によじ登るなどお転婆な性格だった。
自身の長所を「明朗活発」、「落ち込みからすぐに立ち直ること」、短所を「ちょっぴり負けず嫌い」、「すぐ落ち込んでしまうこと」と評している。
「元気だけど、どこか抜けている」という理由で自身の普段の性格に近い持ち役として、『聖ルミナス女学院』の木島糊湖を挙げている。

### 趣味・特技・嗜好
趣味は家事全般、ラインストーンデコレーション。以前は買い物、ギター、映画鑑賞、読書、歌唱、ドライブ、サイクリングも趣味として挙げていた。
特技は笑顔、整理整頓、バトン、乗馬、ダンス、タップダンス、駄洒落。以前は中国語、水泳も特技として挙げていた。
好きな音楽はスウェデッシュ・ポップ。洋楽との接点は、大学で音楽に詳しい友人と知り合って色々な洋楽を教えてもらったり、CDを貸してもらったりしたことからで、スウェデッシュ・ポップに出逢ったのもその辺りであるという。そこから自分でもCDショップで洋楽のCDを買ったり聴くようになった。好きな曲としてKANの楽曲である「まゆみ」を挙げており、「支えられ、背中を押してもらった大切な想い出の曲」とコメントしており、2013年発売のアルバム『センチメンタルCANDY』で自身初のカバー曲としてこの「まゆみ」を歌っている。同じくKANの楽曲である「めずらしい人生」も自分の背中を押してくれる1曲になったと述べており、自身が選ぶ想い出の1枚として同名のベストアルバムを挙げている。KANの楽曲は中学時代に受験勉強をしながらよく聴いていたという。
好きな食べ物はタバスコ。タバスコなど辛い物のおかげで声帯が強くなったのかもしれないと、本人は話している。
好きな色は白、赤。
子供のころに好きだったアニメとして、『とんがり帽子のメモル』と『メイプルタウン物語』を挙げており、主題歌も好きで歌っていたという。

### エピソード
昆虫類などの虫が苦手で、『渋谷でチュッ!』にゲスト出演した際には「虫は無視」といった駄洒落を発言しており、後に自身のブログでも同様の駄洒落を綴っている。一方で自身の部屋に毎日同じ時間に現れるクモが住み着き、そのクモに愛着が沸いたこともある。ラジオ番組で住み着いたクモの名前を募集し、その中から「クモのモックン」に決定して名付けた途端にそのクモは現れなくなったが、代わりに違うクモがその日に現れ、そのクモに「クモのモックン」と名付けた次の日にそのクモは干からびて地面に落ちて死んでいたという。
『ポケットモンスター サイドストーリー』でカスミがギャラドスとの幼少期のトラウマを乗り越えて良き関係になるエピソードは、自身にとって親が子を見守るような感情で「よく頑張ったね！」と思える話であったという。また、回想で赤子時代のカスミがギャラドスに食べられそうになり泣き出すシーンを「このころからお転婆人魚が健在だなと（笑）」とコメントしている。印象に残っているポケモンとして、勝手にモンスターボールから出ることに文句を言いつつも憎めないのを理由にカスミの手持ちであるコダックを挙げている。
1990年代の声優界はまだ声優が表に出ず周りの人に触れない部分があったが、本人は当時の自身を「シャシャリ出ちゃうタイプでした（笑）」と評しており、「自分を変えられないというか、表と裏があるならば表に特化しなければ生き残れないような……。そんな感覚でいたのは自分にとって自然だったような気がします」と振り返っている。当時、流行に乗ってショートカットの茶髪にしたときなどは、周囲の支えを裏切ってしまったと反省している。また、飯塚より少し上の世代の声優は写真を撮られるのが苦手としている人物が多かったが、飯塚は雑誌の撮影の際に自ら率先して企画書を持って行くなどして積極的だったといい、2017年のインタビューではスタッフに厄介だと思われたかも知れないと振り返っている。
憧れている人物は女優の檀ふみで、「周囲の人にさりげなく気配りが出来る人。思いやりもあって本当に素敵な方です」とコメントしている。1997年のインタビューではケビン・コスナーやサンドラ・ブロックも憧れの人物として挙げており、彼らが出演した映画のビデオをチェックしている。『タッチ』を観て浅倉南の素直さと等身大に憧れたことから日髙のり子も憧れの人物の一人であり、2017年の時点でも「今も変わらずあの頃のまま。人に対しても役に対してもそのまま愛情を持って接してくださり。初めてお会いした時から『なんて大人なんだろう』と思うと同時に、『なんてピュアな人なんだろう』と」とその気持ちは変わっていない。日髙の歌手デビュー40周年を記念したライブフェスである『Non Fes the concert 〜Nonko 40th Anniversary Tribute Festival〜』に出演し、「トップをねらえ！〜Fly High〜」を日髙と共に歌った。
2008年の時点での今後の目標は、「目の前のいろんな事をいろんな想いでチャレンジし続けていきたい。隅っこにいても存在感のある役者でありたいし、表現者であり続けたい」とコメントしている。
2017年のインタビューでは、ライバルは常に自分自身とコメントしている。

### 交友関係
タレント・女優の岩崎ひろみとは劇団若草時代からの幼馴染みで親友。
朝日放送テレビアナウンサーの加藤明子とは高校・大学時代の同級生で、高校時代は同じバトン部に所属していた。
同業者の小清水亜美と三瓶由布子と平田真菜は共に劇団若草時代の後輩にあたる。小清水は飯塚の活躍に触発され声優業を志し、尊敬する先輩として飯塚の名を挙げている。その縁で2006年に小清水が発売したアルバム『ナチュラル』の収録曲「dear friend」の作詞を担当しており、『シュラキ』で共演を果たしている。三瓶とは2004年に『ギャラクシーエンジェルX』にゲスト出演した際に共演しており、『ARIA The NATURAL』『名探偵コナン 沈黙の15分』では飯塚が母親役、三瓶が息子の幼少時という形の親子役で共演している。平田は劇団の広報誌に飯塚が掲載されていたことがきっかけで、声優の仕事を初めて意識し、それから声優に興味を持つようになったという。
『ポケットモンスター』で現場を同じくしていた声優の1人である林原めぐみには大いに助けられたと後に述懐している。林原からは「カスミになりきれていない」と言われて衝撃を受けたが、飯塚は「あなた自身がもうカスミなのよ」と言ってくれたと解釈して、その一言で変われたという。
『魔術士オーフェン』で共演した森久保祥太郎とは同作のラジオ番組で共にパーソナリティも担当した。森久保はパーソナリティを務めるのが初めてだったことから、飯塚に引っ張ってもらったといい、「まーちゃんが泳がしてくれて、俺が一生懸命ついて行くって感じで。俺はタジタジだった」と当時を振り返っている。「なんでもできないといけない」と気を張っていた当時の飯塚に対してフランクに接してくれたといい、森久保の存在が大きかったと述べている。森久保も「俺にとっても、他の女性キャストさんとはやっぱちょっと違う。妹って感じでもないし、たとえようのない親近感があった」と関係性を語っている。
同業者の青木瑠璃子は大学の後輩にあたる。

## 出演
太字はメインキャラクター。

### テレビアニメ
1996年
- 天空のエスカフローネ（ミラーナ・アストン、内田ゆかり）
- ハーメルンのバイオリン弾き（1996年 - 1997年、フルート）

1997年
- 新・天地無用!（神代佐久耶）
- ポケットモンスター（1997年 - 2002年、カスミ、ラッキー、ピッピ 他） - 1シリーズ + 特別編
- HAUNTEDじゃんくしょん（鏡子ちゃん、女）
- VIRUS -VIRUS BUSTER SERGE-（エリカ）

1998年
- 金田一少年の事件簿（1998年 - 2014年、速水玲香） - 2シリーズ
- 魔法のステージファンシーララ（野崎あんな）
- プリンセスナイン 如月女子高野球部（渡嘉敷陽湖、少年）
- 魔術士オーフェン（1998年 - 2000年、クリーオウ） - 2シリーズ
- 聖ルミナス女学院（木島糊湖）

1999年
- 天使になるもんっ!（ミルル）
- ToHeart（1999年 - 2004年、松原葵） - 2シリーズ
- 魔法使いTai!（中富七香）
- POKEMON de ENGLISH!（1999年 - 2002年、カスミ） - 『ポケットモンスター アンコール』内コーナー

2000年
- ゲートキーパーズ（朝霧麗子）

2001年
- スターオーシャンEX（レナ・ランフォード）
- 逮捕しちゃうぞ シリーズ（2001年 - 2008年、佐賀沙織、サリー） - 2シリーズ + 特別編
- チャンス〜トライアングルセッション〜（アカリ）

2002年
- Kanon（2002年 - 2007年、沢渡真琴） - 2シリーズ
- 王ドロボウJING（ステア）
- 円盤皇女ワるきゅーレ（2002年 - 2003年、ライネ） - 2シリーズ
- 東京アンダーグラウンド（レイヨン）
- アソボット戦記五九（2002年 - 2003年、スージィ）
- 週刊ポケモン放送局（2002年 - 2004年、カスミ）
- ヒートガイジェイ（ルミエ）
- ポケットモンスター サイドストーリー（2002年 - 2004年、カスミ）

2003年
- アストロボーイ・鉄腕アトム（リリー）
- ポケットモンスター アドバンスジェネレーション（2003年 - 2005年、カスミ、ピクシー）

2004年
- ふたりはプリキュア（2004年 - 2005年、小田島友華） - 2シリーズ
- ギャラクシーエンジェルX（少女）

2005年
- AIR（女生徒C）
- BUZZER BEATER（2005年 - 2007年、エディ） - 2シリーズ
- まじめにふまじめ かいけつゾロリ（2005年 - 2006年、ウッチ）
- あかほり外道アワーらぶげ（アン・アント姫）
- ガラスの仮面（2005年 - 2006年、麻生舞）

2006年
- XXXHOLiC（美絵）
- ARIA The NATURAL（暁の母）

2007年
- ポケットモンスター ダイヤモンド&パール（「ポケモン検定」「ポケモンクイズレボリューション」ナレーション）
- ながされて藍蘭島（しまとら、ぱな子、うさうさ）

2008年
- 屍姫 赫（御咲君）
- スケアクロウマン（フィッチ）

2009年
- フレッシュプリキュア!（2009年 - 2010年、ミユキ）
- ドラえもん（テレビ朝日版第2期）（ハリ坊）

2012年
- これはゾンビですか? オブ・ザ・デッド（妄想ユー）

2013年
- ポケットモンスター ベストウイッシュ シーズン2（カスミ）
- ドキドキ!プリキュア（キュアエンプレス）

2014年
- それいけ!アンパンマン（にじいろえんぴつくん）
- 名探偵コナン（宮澤萌子）

2016年
- なめこ〜せかいのともだち〜（2016年 - 2017年、ペロ）

2017年
- タイガーマスクW（ミルク）
- ポケットモンスター サン&ムーン（2017年 - 2019年、カスミ）

2020年
- けだまのゴンじろー（K・T）

2021年
- かぎなど（2021年 - 2022年、沢渡真琴） - 2シリーズ

2022年
- ポプテピピック TVアニメーション作品第二シリーズ（ポプ子〈第6話Aパート〉）

2023年
- ポケットモンスター めざせポケモンマスター（カスミ）

### 劇場アニメ
- おもひでぽろぽろ（1991年、ツネ子）
- ユンカース・カム・ヒア（1995年、和子）
- 耳をすませば（1995年、絹代[106]）
- とつぜん!ネコの国 バニパルウィット（1998年、チュチュ）
- 劇場版ポケットモンスター（1998年 - 2002年・2019年、カスミ） - 6作品[一覧 12] + 短編3作品[一覧 13]
- ドラえもん のび太の太陽王伝説（2000年、クク[107]）
- エスカフローネ（2000年、ゆかり、ソラ[108]）
- 映画ドラえもん のび太の人魚大海戦（2010年、ハリ坊[109]）
- 名探偵コナン 沈黙の15分（2011年、立原冬美[110]）

### OVA
1991年
- リカちゃん ふしぎな魔法のリング（アケ）

1995年
- 楽勝!ハイパードール（文月美憂 / ドール・ミュウ） - 実写パートにも顔出しで出演

1996年
- 魔法使いTai!（1996年 - 1997年、中富七香）

1997年
- おまけ劇場 季節しらず 天地争奪 修学旅行（神代佐久耶）

1998年
- ジオブリーダーズ（1998年 - 2000年、まや） - 2作品
- 超機動伝説ダイナギガ（宇奈月菜央）
- スターライトスクランブル 恋愛候補生（1998年 - 1999年、柿沼めい）
- ピカチュウのふゆやすみ（1998年 - 1999年、カスミ） - 2作品

1999年
- ガラスの仮面 千の仮面を持つ少女（水無月さやか）
- スレイヤーズえくせれんと（マーティ＝レンフィード）
- ToHeart（松原葵）
- ヴァイスクロイツ Verbrechen / Strafe（1999年 - 2000年、カオリ）

2002年
- Kanon（沢渡真琴） - DVD全巻購入特典

2003年
- ぼくたちピチューブラザーズ 〜パーティはおおさわぎ！のまき〜（カスミ〈ナレーション〉）
- 円盤皇女ワるきゅーレ（2003年 - 2006年、ライネ、コライネ） - 2シリーズ + 特別編

2004年
- 天罰エンジェルラビィ☆（ラスティ・ファースン / エンジェルラビィ）

2005年
- Heart Fighters（松原葵）

2006年
- Kanon PRELUDE（沢渡真琴）

### Webアニメ
- 下町エイリアンパピピピプピ（2005年、プピ[120]、レイ子ママ[120]）
- 戦慄のミラージュポケモン（2006年、カスミ）
- タマ川ヨシ子（猫）（2015年 - 2018年、ヤマ崎コテツ〈猫〉、アラ川・H・ヴァレンティーナ〈猫〉、ヨシ坊） - 3シリーズ[一覧 17]
- 銃娘（2017年、バレット[121]）
- モモウメ（2021年 - 2022年、ココ[122]、ウメ[123]） - 2作品[一覧 18]
- リー探偵事務所（2022年 - 2023年、竹小姐）

### ゲーム
1996年
- NOёL シリーズ（1996年 - 1999年、岡野由香） - 3作品

1997年
- 竜機伝承2（エミリー・アルジェント）
- 天空のエスカフローネ（ミラーナ・アストン）
- 10101〜“WILL”The Starship〜（ミルカ・メイロー、三郎君）
- ロックマンDASHシリーズ（1997年 - 2000年、トロン・ボーン） - 4作品

1998年
- 金田一少年の事件簿〜星見島 悲しみの復讐鬼〜（七瀬美雪）
- 悠久幻想曲 シリーズ（1998年 - 2000年、トリーシャ・フォスター） - 4作品
- ロマンレーヌ（アストル）
- ポケットラブ2（松田亜美）
- あのこどこのこ（1998年 - 1999年、相沢早苗） - 2作品
- 超鋼戦紀キカイオー（ユメノ空、マキ）
- スターライトスクランブル 恋愛候補生（柿沼めい）
- エフィカス この想いを君に…（岡田智恵）
- 初恋ばれんたいんSPECIAL（北条晶）
- えすえふアンドロギャる〜（久能のぞみ）
- エリーのアトリエ 〜ザールブルグの錬金術士2〜（アイゼル・ワイマール）
- サウザンドアームズ（キョウカ・マホロバ）

1999年
- 大乱闘スマッシュブラザーズシリーズ（1999年 - 2018年、ラッキー、ピッピ、キレイハナ、ジラーチ） - 6作品
- トゥルーラブストーリー2（深山早苗）
- ポケモンスナップ（ラフレシア）
- To Heart（松原葵）
- 輝く季節へ（長森瑞佳）
- VIRUS -THE BATTLE FIELD-（エリカ・チネン）
- マクロス VF-X2（クララ・キャレット）
- プルムイプルムイ（マドカ）
- REVIVE... 〜蘇生〜（水谷菜緒）
- 魔剣X（1999年 - 2001年、相模桂） - 2作品
- ゲートキーパーズ（朝霧麗子）

2000年
- MARVEL VS. CAPCOM 2 NEW AGE OF HEROES（トロン・ボーン）
- POWER DoLLS 4（レンレン・ミャオ）
- Sorcerous Stabber ORPHEN 魔術士オーフェン（クリーオウ、コギー）
- Kanon（沢渡真琴）
- カムライ-神来-（シュオン）

2001年
- 指極星（シャウラ・セン・ヴィア・ラッテア）
- エクソダスギルティー ネオス（橘アイ）
- Missing Blue（矢城静乃）
- 21-Two One-（三原香澄、三原霞）

2002年
- AS〜エンジェリックセレナーデ（2002年 - 2003年、ラスティ・ファースン） - 2作品
- メモリアルソング（柚木日向）
- ロマンスは剣の輝きII〜銀の虹をさがして〜（アリシア・クリストファ）

2003年
- まじかるトワラー・エンジェルラビィ☆（ラスティ＝ファースン / エンジェルラビィ、ミルラ＝ノワゼット）
- Angelic Vale（2003年 - 2005年、フィオ、サロメ） - 3作品
- ヴィオラートのアトリエ 〜グラムナートの錬金術士2〜（アイゼル・ワイマール）
- ポケモンチャンネル 〜ピカチュウといっしょ!〜（ラッキー、ピッピ）

2004年
- 月は東に日は西に 〜Operation Sanctuary〜（広瀬柚香）

2005年
- キングダムアンダーファイア 〜ザ・クルセイダーズ〜（シリス、トーマス）
- NAMCO x CAPCOM（トロン・ボーン）
- ルーンプリンセス（キャサリン・リオランド）

2006年
- FRAGMENTS BLUE（中嶋真綿）
- スペクトラルフォース3 イノセントレイジ（ユニス）

2008年
- 無限のフロンティア スーパーロボット大戦OGサーガ（2008年 - 2010年、キュオン・フーリオン、琥魔） - 2作品

2009年
- フレッシュプリキュア! あそびコレクション（ミユキ）

2011年
- ヴィオラートのアトリエ〜グラムナートの錬金術士2〜 群青の思い出（アイゼル・ワイマール）
- MARVEL VS. CAPCOM 3 Fate of Two Worlds（トロン・ボーン）

2012年
- ヒーローズファンタジア（クリーオウ・エバーラスティン）
- PROJECT X ZONE（トロン・ボーン）

2013年
- 鬼武者Soul（トロン）

2015年
- 軍勢RPG 蒼の三国志（戦闘ボイス）
- リベリオンブレイド（ミュリーレ、アーデルハイド）
- ソフィーのアトリエ 〜不思議な本の錬金術士〜（レオン）

2016年
- あんさんぶるガールズ!!（梅園かな）
- ポッ拳 POKKÉN TOURNAMENT（アリッサ）
- スマッシュドラグーン（主人公タイプ1〈女の子〉）
- メタルサーガ 〜荒野の方舟〜（穏やか系女性ボイス、毒舌系女性ボイス、気まぐれ系女性ボイス、素直系女性ボイス）
- シノビナイトメア（トモエ）

2017年
- Wolfenstein II: The New Colossus（マリア・ローレン）

2020年
- ロックマンX DiVE（トロン・ボーン） - ライブラリ音声

2022年
- 黒い砂漠（イレズラ）

2023年
- サクライグノラムス（巴御前）
- Kanon（沢渡真琴）- Switch版

### ドラマCD
1995年
- Papa told me（笹塚さん）
- 楽勝!ハイパードール 音楽篇（文月美憂 / ドール・ミュウ）
- 東京SHADOW ドラマシリーズ Vol.1 - 6（1995年 - 1996年、祁答院まゆみ）

1996年
- 魔法使いTai! Special1・2（中富七香）
- 太陽の少女インカちゃん（ロズウェル）
- 角川CDブック 八つ墓村（里村典子）
- 魔法使いTai!の文化祭 歌と、ゆかたと、フォークダンス（中富七香）
- 天空のエスカフローネ オリジナルイメージドラマ ジェチアの想い（ミラーナ・アストン）

1997年
- 白倉由美リーディングストーリィ 短編集 飛ぶ教室、その他の短編（デパートのアリス）
- 邪鬼が来る！（瓜生桃子）
- Twin Trap（高津佑香）
- 新・天地無用! 音楽編 其の一・二（神代佐久耶）
- 魔法使いTai! 恋と、魔法と、あたらしい歌（中富七香）
- 新・天地無用！ 佐久耶の告白 小さな恋人（神代佐久耶）
- ファルコムクラシックス オリジナルCDドラマ「イースI/女神の記憶」（フィーナ） - 映像特典「フィーナのファルコムショップ訪問」「声優インタビュー」に本人出演
- リーディングストーリー 魍魎戦記MADARA 天使編「麒麟」（麒麟）

1998年
- CAGE V（小夜子） - アニメイト1998冬のAVまつりSPECIAL PRESENT
- 超機動伝説ダイナギガ Vol.1 - 3（宇奈月菜央）
- エンジェルボイスメモリアル ポケットラブ Vol.2（松田亜美）
- はりきり！ふろーずん♥ぷりてぃ indigo / fuchsia（神渡つばめ）
- 悠久幻想曲 シリーズ（1998年 - 2000年、トリーシャ・フォスター） - 6作品
- ラ・ジオブリーダーズ ドラマアルバム1・2（まや）
- MPD PSYCHO サイコ サウンド・ストーリー（大井甫尭）
- 夜の燈火と日向のにおい（彩子）
- スターライトスクランブル 恋愛候補生 ラジオ・スクランブル Vol.1・2（柿沼めい）
- 魔法のステージファンシーララ ララのミュージックキャンパスpage2「Autumn Dream」（野崎あんな）
- 聖ルミナス女学院(1) オーディオドラマ スクール・デイズ（木島糊湖）
- プリンセスナイン 如月女子高野球部 CDドラマ 燃える対決!裸のナインたち（渡嘉敷陽湖）
- 白い明日だ!ロケット団（カスミ）

1999年
- エリーのアトリエ ボイスコレクション（アイゼル・ワイマール）
- 超鋼戦紀キカイオー ドラマアルバム（ユメノ空）
- ゼストCDブック Vol.6 エリーのアトリエ 〜ザールブルグの錬金術士2〜（アイゼル・ワイマール）
- 魔術士オーフェン 無謀編 オリジナル・ラジオ・ドラマ1・2（1999年 - 2000年、コンスタンス・マギー）
- バイオハザード2 〜小さな逃亡者シェリー〜（シェリー・バーキン）
- トライアングルセッション'99 Stage1 - 3（1999年 - 2000年、日野本アカリ）
- トゥルーラブストーリー2 act.4・5（深山早苗）
- プルムイプルムイ オリジナルドラマ でりしゃす・らいぶ（マドカ）
- REVIVE... 〜蘇生〜 CDドラマ Portrait1 - 3（1999年 - 2000年、水谷菜緒）

2000年
- 無限のリヴァイアス CDドラマ1 Sound Edition1 Sere6.350「にちじょうのびねつ」（ナタリー・シーン）
- ゲートキーパーズ 地球防衛外伝1・2（朝霧麗子）
- Kanon〜カノン〜VOL.1 沢渡真琴ストーリー（沢渡真琴）
- 劇場用アニメーション「エスカフローネ」Sound Drama CD Escaflowne Prologue1・2（ゆかり、ソラ）
- おとのでるにょっきシリーズ にょっき だい1かん（魔法使いまるる）

2001年
- ジオブリーダーズ2 File-XX 魍魎遊撃隊 “乱戦突破” オリジナル・サウンドトラックCD（まや）
- Missing Blue シリーズ（矢城静乃） - 4作品
- GファンタジーコミックCDコレクション 最遊記 VOL.参 螺旋の暦（桜花）
- ドラマCD スターオーシャンEX 第1 - 5巻（レナ・ランフォード）
- VOiCE ANIMAGE 応募者全員サービス 子安武人の当ビル1F ドラマCD「あかつき亭物語」（コニア） - 『ボイスアニメージュ』Vol.37応募者全員サービス
- 公認アンソロジードラマCD Kanon 〜カノン〜（2001年 - 2002年、沢渡真琴） - 5作品
- 10101〜“WILL”The Starship〜 オリジナル・サウンドトラック（ミルカ・メイロー）

2002年
- 公認アンソロジードラマCD Kanon 〜カノン〜 「水瀬さんち」 第1 - 5巻（2002年 - 2003年、沢渡真琴）
- 円盤皇女ワるきゅーレ シリーズ（2002年 - 2005年、ライネ） - 3作品
- 東京アンダーグラウンド 第3巻（レイヨン）
- 天高く、雲は流れ 第1 - 3巻（2002年 - 2003年、ユメ）
- EAT&RUN ドラマCD（鈴木雅弓〈シェフ〉）

2003年
- まじかるトワラー・エンジェルラビィ☆ オリジナルドラマCD Shine White 90（ラスティ＝ファースン / エンジェルラビィ）

2004年
- ドラマCD AS〜エンジェリックセレナーデ（ラスティ・ファースン）
- Rune Princess イメージアルバム Vol.2（キャサリン・リオランド）
- AliceQuartet ヴォイスコンチェルト Vol.0 - 5（2004年 - 2005年、御厨幸乃） - 6作品

2005年
- アンソロジードラマCD ToHeart 〜Remember my memories〜 Vol.1「雨月山の鬼退治」（松原葵）
- 激☆店THEドラマCD〜松本家のとん汁〜（華塚薔薇美 / 怪盗フラワーローズ）
- ナースウィッチ小麦ちゃんマジカルて 風雲弁天町! Vステ春の陣 小麦危機一髪（飯塚雅弓）
- EREMENTAR GERAD 第3巻（賭闘場のホステス）

2006年
- TV Animation「Kanon」 Special Navigation CD ver1.0（沢渡真琴） - コミックマーケット70限定発売

2007年
- シュラキ・トリニティBOX オリジナルドラマCD 第2話 - 5話（2007年 - 2008年、柳妹鳳） - 4作品

### ラジオドラマ
※はWebラジオ番組。
- 逢魔が時に（1991年、少女）
- ペーパーナイフ（1993年）
- 八つ墓村（1996年、里村典子）
- 邪鬼が来る（1997年、瓜生桃子）[185]
- フルネルソン（1997年、高橋優子）[186]
- 純愛（1998年、飯塚雅弓）
- Lover's Xmas（1999年、まゆみ）
- “巳年”の旅（2000年）[187]
- ランドオーヴァー パート5『見習い魔女にご用心』（2001年、ミスターヤ）[188]
- オルファクトグラム（2001年、マミ）[189]
- ひょうたんから“午”（2001年）[190]
- レイチェルと滅びの呪文（2002年、レイチェル）[191]
- 特務宇宙戦艦アニタン（2006年、マユミ・イイヅカ大使）
- NISSAN あ、安部礼司〜BEYOND THE AVERAGE（2010年、満里奈）
- Tales of WONDERGROUND（2011年※、レディ・ワンダー）

### 吹き替え

#### 映画
- ハイジ（クララ[1]）
- 朝鮮魔術師（2017年、チョンミョン）

#### テレビドラマ
- 朝鮮ガンマン（2015年、チョン・スイン[192]）

#### アニメ
- サンタのマジック・クリスタル（2014年、ヤガ）
- ファングボーン（2017年、ファングボーン）
- レゴ シティ アドベンチャーズ（2019年、ルーキー、レーベンハースト）

### デジタルコミック
- 屍鬼（2008年、清水恵[193]）

### ラジオ
※はインターネット配信。
1990年代
- 角川・ドラマルネッサンス（1996年 - 1997年、TBSラジオ）
- 魔法使い隊の子ッ!（1996年 - 1997年、東海ラジオ）
- 愛と由美のあぁぁ新天地!「ハッピーパイン」（1997年、文化放送）
- 川澄綾子＋飯塚雅弓＝恋愛候補生（1997年 - 1998年、ラジオ大阪他）
- 週刊アニメージュ 飯塚雅弓のまだまだ日曜日だよ！（1997年 - 1998年、文化放送）
- 飯塚雅弓のいたいのとんでけ!（1998年 - 2001年、文化放送）
- 川澄綾子&飯塚雅弓 恋愛候補生West（1998年、ラジオ大阪）
- 飯塚雅弓・Starry Night（1998年 - 2000年、東海ラジオ・KBS京都）
- 魔術士オーフェン（1998年 - 2000年、TBSラジオ）
- 飯塚雅弓のMEGA-TONスマイル（1998年 - 2004年、ラジオ大阪他）
- 超機動放送アニゲマスター「まゆみ・あつこ・まりあのトライアングルセッション'99」（1999年 - 2000年、文化放送）
- 飯塚雅弓のサイコロトーク（1999年 - 2004年、Q2ラジオ1314 V-STATIONプラス※）

2000年代
- トライアングルセッション（2000年、文化放送）
- 飯塚雅弓のストロベリールーム（2001年、キャラアニ.com※）
- 雅弓・葉子のきゃらあにナイト！（2001年、キャラアニ.com※）
- 雅弓・彰のきゃらあにナイト！（2001年、キャラアニ.com※）
- 飯塚雅弓のiMEGAスマ（2001年、声優グランプリ-i※）
- 飯塚雅弓の寝る前3分（2001年 - 2008年、声優グランプリmobile※）
- 飯塚雅弓のberry go round（2002年、ラジオ大阪）
- 飯塚雅弓のやさしいチカラ（2002年、ラジオ大阪）
- air marine〜ドラゴンファンタジー2〜（2002年、文化放送）
- 飯塚雅弓のなぞなぞ道場（2005年、魔法のアニメスタジオ※）
- 智一・美樹のラジオビッグバン「飯塚雅弓のアソビ研究所」（2005年 - 2006年、文化放送）
- 飯塚雅弓のBe-strawberry（2005年、アニメイトTV※）
- 〜飯塚雅弓の月刊ラジオグランプリ〜 ともだち100人できるからっ♪（2005年 - 2008年、音泉※）
- 飯塚雅弓のおしゃべりWARD-ROBE（2005年 - 2007年、声優アニメイト+hm3※）
- 飯塚雅弓の超ラジ!（2007年 - 2009年、超!A&G+※）
- 飯塚雅弓のBerry Fancy Audition（2007年、BBQR※）
- Voice of A&G 超ラジ!AM（2007年、文化放送）
- 飯塚雅弓のあ〜んトーク（2007年 - 2008年、声グラweb※）

### ラジオCD
- 飯塚雅弓のMEGA-TONスマイル（1999年 - 2004年）- 4作品[一覧 34][195]
- ラジオCD 井上喜久子のアネカンRADIO 〜純喫茶アネカンへようこそ♪〜 Vol.3（2007年、声のメッセージ） - 『アニカンR』Vol.8 2007秋号付録
- 井ノ上奈々の2〜3次元同好会 Vol.3（2013年）ゲスト[196]

### テレビドラマ
1981年
- 春のうららの物語（富子）
- 出逢い（三輪道子）
- 妻と妻（松本めぐみ）
- 氷点（るり子）

1982年
- チャコとケンちゃん（ユミ）
- 秘密
- 黄昏の愛と憎しみ（山本美子）
- ママハハ日記（成沢麻紀）
- 立花登 青春手控え（ふみ）
- わが定年（里美）
- 花ふきん（加奈子）

1983年
- 出逢い・めぐり逢い（矢沢由紀）
- 片隅の二人（橋本真弓）
- 愛の糸電話（田沢和美）
- 破れた靴下をはく女！（広瀬和美）
- いとしい指（吉村テル子）
- 九時に逢う人（高村なみ子）

1988年
- 若奥さまは腕まくり!（千恵子の友達、由美子、美由起）
- 虹のある部屋（榊まり）
- あんちゃんの恋、逃げた（由紀）
- 燃えて生きる（ゆかり）

1989年
- お・ん・な家族（小田直美）
- 七色村
- 遠い家族（立原春美）
- 兄弟（深雪）

1990年
- キッドストリート（1990年 - 1991年、鈴木ルミ）
- 3年B組金八先生スペシャル PART8 『卒業アルバム』（生徒）

1991年
- 父の椅子（柴山広美）
- 花嫁（三田村美奈）
- 源氏物語 上の巻（少女）

1992年
- 新十津川物語 大正編（栃谷あい）
- 愛はふしぎ（十河由美）
- ママ走れ!（妻木左千子）

1993年
- めぐりあい -多津子の定年-（瀬尾薫）
- 伊豆の踊子（酌婦・清子）
- 天に代わりて嫁を討つ（1993年 - 1994年、大橋花梨） - 2作品

1994年
- 裸の大将（さやか）
- 飛べないオトメの授業中（森川由美）

1995年
- 大地の子（1995年 - 1996年、大沢咲子〈少女時代〉）

1997年
- 番茶も出花（1997年 - 1998年、谷沢眞紀）

### 映画
- ふれんど[1]
- 映画研究会 自主制作映画「凍った踏切」（1997年、中富七香[201]）[注 14]
- EAT&RUN（2001年、鈴木雅弓〈シェフ〉[202]）

### 舞台・朗読劇
1980年代
- 王様と私（1988年 - 1989年、王女）

2000年代
- ワンス・アポン・ア・マットレス（2000年、レディ・ラーキン）
- 朗読劇『源氏物語』（2002年 - 2006年） - 3章 + アンコール公演
- パナマ・ハッティー（2002年、ジェリー）
- 森の石松外伝2〜石松と土佐のよばれたれ（2006年、お小夜）
- 裏のうらはオモテ!!（2008年、お妙）
- 女ドラゴン☆さやか！スーパーヒーロー大集合!!（2008年、ローズ姫）
- フレッシュプリキュア！ ミュージカルショー 〜うたって おどって しあわせゲットだよ!!〜（2009年、ミユキの声）

2010年代
- 森の石松外伝4〜誰かが誰かを狙ってる〜（2010年、お鈴）
- くるしゅうない（2012年、市松）
- 即興!!ガチとの遭遇（2012年、桜子）
- 森の石松外伝5〜石松とTOKIOから来た女（2013年、今日子）
- 好きだってぇのに（2014年、福貴野）
- 伝六捕物帖KOI/KATAKI（2015年、姉）
- 家族（2017年）
- 改訂版 モトイヌ（2017年、クロ）
- 池袋シネマチ祭 かないみかプロデュース朗読劇「Tomorrow is another day」（2017年）
- 老いらく長屋☆騒動記（2018年、お綾）
- 悪〜この男悪につき、ご容赦願います〜（2019年、謎の女）
- 付喪、転じて仇となる（2019年、山下楓）

2020年代
- 極悪鬼道（2021年、藤の花の精）
- 半ぺら二枚肩ポンポコ世話噺 戌の巻（2024年）

### テレビ番組
※はインターネット配信。
- アニメぱらだいす!（1998年 - 2001年、キッズステーション）
- 飯塚雅弓のLucky☆dip（2002年 - 2003年、Vortex※）
- 飯塚雅弓のmayumi.company（2003年 - 2006年、声優Wave※）
- ポケモン☆サンデー（2007年 - 2008年、テレビ東京） - まゆみチーフとして不定期出演
- おはスタ（2008年、テレビ東京） - レイナの声
- 飯塚雅弓&秋奈の「姫の学芸会」（2013年、ニコニコ生放送※）

### CM
- カルチュア『プルムイプルムイ』（1999年）[213]

### 映像商品
- パードルのVIDEO GUM（1995年）[注 16]
- 天空のエスカフローネ VISION9 - 13 映像特典「CLUBエスカフローネ」（1996年）ゲスト（第1・2回）、司会（第3 - 6回）
- 新・天地無用！ TV3 映像特典「飯塚雅弓ビデオクリップ」（1997年）
- カプコンフレンドリークラブ Vol.6（1997年）[注 16]
- スターライトスクランブル 恋愛候補生 のぞき見♥ビデオ（1998年）
- 〜悠久幻想曲キャラクタービデオ〜 悠久Graffiti（1998年）[214]
- ラジメンタリーVol.2「飯塚雅弓のMEGA-TONスマイル」（2000年）[215]
- DVD ボイスアニメージュ Vol.2・8 - 11（2000年 - 2002年）
- DVD Special Edition 2000（2000年） - 『Newtype.com』2000年9月号応募者全員サービス
- SUPER VOICE WORLD〜夢と自由とハプニング〜（2001年）[216]
- Memorial Song Special DVD（2002年） - メモリアルソングWキャンペーン応募プレゼント
- V-station THE BEST SPECIAL DVD「Free Hand Promotion Video&Making」（2003年）
- 声優WaveスペシャルDVD「雅弓と麻里安のクリスマスウィッシュ Green Disc/Red Disc」（2004年）
- 声優Wave TV Limited Edition on DVD（2005年）
- ゆる蔵、うれしいね。+ワン!「卒業制作」（2005年）ゲスト
- AliceQuartet ヴォイスコンチェルトVol.5 BEL CANTO 初回版特典DVD（2005年）
- アイドル声優ワンダーランド 〜アキハバラ情報局〜 Vol.2（2006年）
- 声優への道 Road To Voice Actor 〜声優実践講座〜 Vol.2（2006年）

### ナレーション
- 第一パン『ポケモンパン』（1999年 - 2006年）
- 日本マクドナルド ハッピーセット（2002年8月 - 10月度）
- ポケモン☆サンデー「ポケモンリサーチ」（2005年、レッツ！ポケモンオンフレッツ）カスミ（ナビゲーター）[注 17]

### トークCD
- 声優グランプリ スペシャルCD'97（1997年） - 『声優グランプリ』1997年12月号付録
- 飯塚雅弓のあのこどこのこ（1998年） - 『あのこどこのこ』特典CD
- 声優グランプリ スペシャルCD クリスマスバージョン（1998年） - 『声優グランプリ』1999年1月号付録
- Voice Fun（1999年 - 2003年） - 『TECH Win』1999年4月号・2000年6月号・2002年8月号・2003年7月号付録
- バック・グラウンド・メッセージ Vol.5・8（1999年）
- 声優グランプリ Special CD 5th Anniversary（1999年） - 『声優グランプリ』2000年1月号付録
- 声優グランプリ スペシャルCD バックグランドメッセージ（2000年） - 『声優グランプリ』2000年3月号付録
- 声優ベストトークコレクション女性編 〜キャラアニラジオステーションベスト〜（2002年）
- Yell Message 第1章（2004年）

### CD-ROM
- アニメ美人 〜パイオニアLDC編〜（1996年、岡野由香）
- 魔法使いTai!万年日めくりスクールカレンダー（1997年、中富七香）
- もっとまるごと魔法使いTai!（1997年、中富七香）
- エリーのアトリエ ビジュアルバイブル（1999年、アイゼル・ワイマール）
- 魔術士オーフェン アニメ完璧コレクション Vol.1・2（1999年、クリーオウ・エバーラスティン）
- 飯塚雅弓のStrawberry Room（2001年）
- 悠久の回想 悠久幻想曲デスクトップアクセサリー集（2002年、トリーシャ・フォスター）
- Memorial Song Special CD-ROM（2002年、柚木日向） - 『メモリアルソング』購入特典

### その他コンテンツ
- バンダイビジュアル BEATインフォメーションダイヤル（1996年6月号 - 1998年9月号、1996年 - 1997年の年末年始お休み案内、エイプリルフール特別バージョン）
- タカラ『HMD ダイノバイザー』店頭プロモーションビデオ（1996年）
- ポケットモンスター めざましピッピ（1997年、ピッピ）
- Missing Blue ショートストーリー（2001年、矢城静乃[217]）
- モバイルアニメイト Anime-TVch（2001年、宣伝メッセージ）
- Missing Blue キャラクターボイスクロック（2002年、矢城静乃）
- しばいみち プレイ動画（2003年）[218]
- アルバム『ゆる蔵、うれしいね。水木土火地火土天会計』（2004年、楽曲「飯塚歌劇団・春の歌謡ショー(1)団長（飯塚雅弓）あいさつ〜阪急電車の『筋肉ワルツ』」語り）
- CR 天空のエスカフローネ TRX / CR 天空のエスカフローネ NRY / CRA 天空のエスカフローネ DH（2011年、ミラーナ・アストン、内田ゆかり）
- インターネットラジオステーション＜音泉＞（2012年6月度ナビゲーター）
- 無電柱化ってなに？〜東京を安全で美しい街に！〜（120秒ver）（2017年、スズメ）
- 『黒い砂漠』公式動画 -ブランドムービー-（2018年、イレズラ）

## ディスコグラフィ

### シングル
| 枚   | 発売日         | タイトル           | 規格品番   | オリコン 最高位 |
| ---- | -------------- | ------------------ | ---------- | --------------- |
| 1st  | 1997年12月17日 | アクセル           | PIDA-1040  |                 |
| 2nd  | 1999年6月25日  | love letter        | PIDA-1050  | 80位            |
| 3rd  | 2000年1月26日  | caress/place to be | PICA-0006  | 77位            |
| 4th  | 2000年5月24日  | My wish            | PICA-0008  | 57位            |
| 5th  | 2002年4月24日  | やさしい右手       | TKCA-72340 | 85位            |
| 6th  | 2002年6月26日  | 恋の色             | TKCA-72362 | 80位            |
| 7th  | 2002年12月21日 | 聴かせてよ君の声   | TKCA-72504 | 94位            |
| 8th  | 2003年6月25日  | Pure♡              | TKCA-72554 | 70位            |
| 9th  | 2015年7月29日  | PI PO PA           | LACM-14382 |                 |
| 10th | 2016年4月27日  | 絶対愛至上主義     | LACM-14463 | 152位           |
| 11th | 2017年4月26日  | Clock Hands        | LACM-14599 | 149位           |

### 配信シングル
| 配信開始日    | タイトル              | 備考                       |
| ------------- | --------------------- | -------------------------- |
| 2011年6月29日 | TRUST〜君と歩く未来〜 | フル配信は同年7月6日から。 |

### アルバム

#### オリジナルアルバム
| 枚   | 発売日         | タイトル                         | 規格品番          | 規格品番   | オリコン 最高位 |
| 枚   | 発売日         | タイトル                         | 初回限定盤        | 通常盤     | オリコン 最高位 |
| ---- | -------------- | -------------------------------- | ----------------- | ---------- | --------------- |
| 1st  | 1997年8月27日  | かたおもい                       |                   | PICA-1148  | 82位            |
| 2nd  | 1998年9月23日  | ミントと口笛                     | PICA-1180         | 48位       |                 |
| 3rd  | 1999年7月23日  | so loving                        | PICA-1193         | 52位       |                 |
| 4th  | 2000年8月23日  | AERIS                            | PICA-1209         |            |                 |
| 5th  | 2001年7月25日  | ひまわり                         | TKCA-72176        | 55位       |                 |
| 6th  | 2002年7月24日  | 虹の咲く場所                     | TKCA-72389        | 99位       |                 |
| 7th  | 2003年7月24日  | SMILE×SMILE                      | TKCA-72568        | 94位       |                 |
| 8th  | 2004年7月22日  | ∞Infinity∞                       | TKCA-72700        | TKCA-72705 | 86位            |
| 9th  | 2005年12月7日  | mine                             |                   | TKCA-72959 | 173位           |
| 10th | 2006年9月27日  | 10 LOVE                          | TKCA-73111        | 100位      |                 |
| 11th | 2007年9月5日   | Crystal Days                     | TKCA-73238        | 154位      |                 |
| 12th | 2008年7月23日  | Stories                          | TKCA-73341        | 178位      |                 |
| 13th | 2009年7月15日  | ファイト!! with MAYU☆夏SELECTION | TKCA-73439        | 149位      |                 |
| 14th | 2009年12月16日 | 君へ。。。 with MAYU☆冬SELECTION | TKCA-73495        | 211位      |                 |
| 15th | 2012年7月18日  | いちご。                         | LZM-2073/LZM-2074 |            |                 |
| 16th | 2013年8月28日  | センチメンタルCANDY              | LACA-15329        | 144位      |                 |
| 17th | 2017年8月27日  | Peace Ring                       | LACA-15663        |            |                 |

#### ミニアルバム
| 枚  | 発売日         | タイトル         | 規格品番   | オリコン 最高位 |
| --- | -------------- | ---------------- | ---------- | --------------- |
| 1st | 1998年12月11日 | Fly Ladybird fly | PICA-1182  |                 |
| 2nd | 2004年2月4日   | 23degrees。      | TKCA-72648 | 76位            |
| 3rd | 2005年1月3日   | プレゼント       | TKCA-72820 | 214位           |

#### ベストアルバム
| 枚  | 発売日        | タイトル     | 規格品番   | 規格品番   | オリコン 最高位 |
| 枚  | 発売日        | タイトル     | 初回限定盤 | 通常盤     | オリコン 最高位 |
| --- | ------------- | ------------ | ---------- | ---------- | --------------- |
| 1st | 2001年2月21日 | berry best   | PICA-1213  | PICA-1224  | 25位            |
| 2nd | 2005年7月21日 | BESTrawberry |            | TKCA-72886 | 110位           |

### タイアップ曲
| 楽曲                   | タイアップ | 時期   |
| ---------------------- | --- | ------ |
| 完ペキなスマイル       | 文化放送『愛と由美のあぁぁ新天地!』内「ハッピーパイン」オープニングテーマ                                                                                    | 1997年 |
| 完ペキなスマイル       | ラジオ大阪『飯塚雅弓のMEGA-TONスマイル』オープニングテーマ                                                                                                   | 1998年 |
| かたおもい             | 文化放送『愛と由美のあぁぁ新天地！』エンディングテーマ テレビアニメ『新・天地無用!』第24話エンディングテーマ                                                 | 1997年 |
| いたいのとんでけ       | 文化放送『週刊アニメージュ 飯塚雅弓のまだまだ日曜日だよ！』エンディングテーマ                                                                                | 1997年 |
| いたいのとんでけ       | 文化放送『飯塚雅弓のいたいのとんでけ!』オープニングテーマ | 1998年 |
| ブルーのストーリー     | 文化放送『週刊アニメージュ 飯塚雅弓のまだまだ日曜日だよ！』エンディングテーマ                                                                                | 1997年 |
| アクセル               | 文化放送『週刊アニメージュ 飯塚雅弓のまだまだ日曜日だよ！』オープニングテーマ                                                                                | 1997年 |
| はつこい               | 文化放送『週刊アニメージュ 飯塚雅弓のまだまだ日曜日だよ！』エンディングテーマ                                                                                | 1997年 |
| 一緒に歌おうよ         | 文化放送『飯塚雅弓のいたいのとんでけ！』エンディングテーマ ゲーム『えすえふアンドロギャる〜』オープニングテーマ                                              | 1998年 |
| DESTINY                | 東海ラジオ『飯塚雅弓・Starry Night』オープニングテーマ ゲーム『えすえふアンドロギャる〜』エンディングテーマ                                                  | 1998年 |
| もしも…                | テレビアニメ『時空探偵ゲンシクン』エンディングテーマ | 1998年 |
| 風のKiss               | 文化放送『週刊アニメージュ 飯塚雅弓のまだまだ日曜日だよ！』『飯塚雅弓のいたいのとんでけ！』エンディングテーマ                                                | 1998年 |
| love letter            | ラジオ大阪『飯塚雅弓のMEGA-TONスマイル』エンディングテーマ                                                                                                   | 1998年 |
| love letter            | 文化放送『飯塚雅弓のいたいのとんでけ！』エンディングテーマ 東海ラジオ『飯塚雅弓・Starry Night』エンディングテーマ ゲーム『トロンにコブン』エンディングテーマ | 1999年 |
| Magic!                 | ゲーム『トロンにコブン』CMソング | 1999年 |
| caress                 | 文化放送『飯塚雅弓のいたいのとんでけ！』エンディングテーマ                                                                                                   | 2000年 |
| My wish                | 文化放送『飯塚雅弓のいたいのとんでけ！』エンディングテーマ                                                                                                   | 2000年 |
| ひまわり               | テレビ神奈川『アニメTV』エンディングテーマ | 2001年 |
| 約束の午後             | ラジオ大阪『飯塚雅弓のberry go round』オープニングテーマ | 2002年 |
| Shooting Star          | Vortex『飯塚雅弓のLucky☆dip』エンディングテーマ | 2002年 |
| 恋の色                 | テレビ神奈川『アニメTV』2002年6月度エンディングテーマ 千葉テレビ『テレジオ5』2002年7月度テーマソング 子供服ブランド『TINKERBELL』CMソング                    | 2002年 |
| とびたつ季節           | 子供服ブランド『TINKERBELL』CMソング | 2002年 |
| Pure♡                  | 子供服ブランド『TINKERBELL』CMソング | 2003年 |
| STAGE                  | ゲーム『ヴィオラートのアトリエ 〜グラムナートの錬金術士2〜』トゥルーエンディングテーマ                                                                       | 2003年 |
| パーティ☆タイム        | 子供服ブランド『TINKERBELL』CMソング | 2003年 |
| 聴かせてよ君の声       | 子供服ブランド『TINKERBELL』CMソング ラジオ大阪『飯塚雅弓のMEGA-TONスマイル』オープニングテーマ                                                              | 2003年 |
| おやすみ               | ラジオ大阪『飯塚雅弓のMEGA-TONスマイル』エンディングテーマ                                                                                                   | 2003年 |
| I'm in the Pink        | 音泉『〜飯塚雅弓の月刊ラジオグランプリ〜 ともだち100人できるからっ♪』オープニングテーマ                                                                      | 2005年 |
| Twinkle Wink           | 文化放送『智一・美樹のラジオビッグバン』内「飯塚雅弓のアソビ研究所」オープニングテーマ                                                                       | 2005年 |
| チャンス!!             | 音泉『〜飯塚雅弓の月刊ラジオグランプリ〜 ともだち100人できるからっ♪』オープニングテーマ                                                                      | 2005年 |
| メープルの空           | 文化放送『智一・美樹のラジオビッグバン』内「飯塚雅弓のアソビ研究所」エンディングテーマ                                                                       | 2005年 |
| Berry Berry Christmas★ | 文化放送『智一・美樹のラジオビッグバン』内「飯塚雅弓のアソビ研究所」エンディングテーマ                                                                       | 2005年 |
| ずっと好きでした。     | 音泉『〜飯塚雅弓の月刊ラジオグランプリ〜 ともだち100人できるからっ♪』エンディングテーマ                                                                      | 2005年 |
| りょうおもい。         | 音泉『〜飯塚雅弓の月刊ラジオグランプリ〜 ともだち100人できるからっ♪』オープニングテーマ                                                                      | 2006年 |
| コスモスガーデン       | 音泉『〜飯塚雅弓の月刊ラジオグランプリ〜 ともだち100人できるからっ♪』エンディングテーマ                                                                      | 2006年 |
| Dear                   | ラジオ大阪『めいめいもう 〜飯塚雅弓のメガパチ☆〜』オープニングテーマ                                                                                         | 2008年 |
| PI PO PA               | 超!A&G+『A&G ARTIST ZONE THE CATCH』2015年7月度エンディングテーマ                                                                                            | 2015年 |

### 映像作品

#### ミュージッククリップ
| 枚  | 発売日         | タイトル                                    | 規格品番  | 規格品番  | 規格品番  | オリコン最高位 |
| 枚  | 発売日         | タイトル                                    | DVD       | LD        | VHS       | オリコン最高位 |
| --- | -------------- | ------------------------------------------- | --------- | --------- | --------- | -------------- |
| 1st | 2000年1月3日   | LIVE strawberry smile 1999 & Video Clips    | PIBA-1040 | PILA-1548 | PIVL-5139 |                |
| 2nd | 2002年10月23日 | 虹の咲く場所music clips                     | TKBA-1030 |           |           |                |
| 3rd | 2007年2月14日  | MAYUMI IIZUKA 10th ANNIVERSARY DVD「B.B.B」 | TKBA-1101 | 189位     |           |                |

#### ライブ映像
| 枚  | 発売日         | タイトル                                            | 規格品番  | 規格品番   | 規格品番  |
| 枚  | 発売日         | タイトル                                            | DVD       | LD         | VHS       |
| --- | -------------- | --------------------------------------------------- | --------- | ---------- | --------- |
| 1st | 2000年1月3日   | LIVE strawberry smile 1999 & Video Clips            | PIBA-1040 | PILA-1548  | PIVL-5139 |
| 2nd | 2000年12月22日 | Very Strawberry Tour 2000                           | MMBV-2001 |            |           |
| 3rd | 2001年12月5日  | Strawberry Story 2001 〜ひまわりのように〜          | TKBA-1022 | TKVA-68008 |           |
| 4th | 2003年10月22日 | Strawberry Stage 2003 Live at SHIBUYA-AX 2003.8.16  | TKBA-1037 |            |           |
| 5th | 2008年1月3日   | Strawberry Crystal 2007                             | TKBA-1109 |            |           |
| ※   | 2009年1月3日   | SS☆S08 Iizuka mayumi Strawberry Summer Stories 2008 | MI-0001   |            |           |

### 歌手参加楽曲
| 発売日        | 商品名                                        | 歌                 | 楽曲                                                              | 備考                                                                    |
| ------------- | --------------------------------------------- | ------------------ | ----------------------------------------------------------------- | ----------------------------------------------------------------------- |
| 1997年9月25日 | PAI PAI PAI!                                  | MIS PRINT          | 「情熱の花〜PASSION FLOWER〜」 「CAT'N'RAP」 「ねこふんじゃった」 |                                                                         |
| 2000年12月1日 | artist book Mayumi Iizuka soave               | 飯塚雅弓           | 「海辺に綴ったラブレター」                                        |                                                                         |
| 2005年        | プレゼント 応募者全員サービスCD「プレゼント」 | 飯塚雅弓           | 「プレゼント」                                                    |                                                                         |
| 2014年7月19日 | Starting STYLE!!                              | ランティスのみんな | 「Starting STYLE!!」                                              | ライブイベント『15th Anniversary Live ランティス祭り 2014』テーマソング |

### キャラクターソング
| 発売日         | 商品名                                                                           | 歌 | 楽曲                                                                                                 | 備考                                                                            |
| -------------- | -------------------------------------------------------------------------------- | --- | --- | ------------------------------------------------------------------------------- |
| 1996年4月17日  | 背伸びをしてFollow You/またあした                                                | 魔法使い隊 | 「背伸びをしてFollow You」                                                                           | OVA『魔法使いTai!』オープニングテーマ                                           |
| 1996年6月12日  | 魔法使いTai! Special2                                                            | 中富七香（飯塚雅弓） | 「ONE WAY TRUE LOVE」                                                                                | OVA『魔法使いTai!』関連曲                                                       |
| 1996年9月26日  | 明日の記憶 featuring emi sanokura from NOëL                                      | 岡野由香（飯塚雅弓） | 「DiGITAL LOVE」                                                                                     | ゲーム『NOëL』関連曲                                                            |
| 1996年12月11日 | 魔法使いTai!の文化祭 歌と、ゆかたと、フォークダンス                              | 沢野口沙絵（小西寛子）、中富七香（飯塚雅弓）、愛川茜（岩男潤子）、高倉武男（小野坂昌也）、油壷綾之丞（子安武人）                                                             | 「魔法使いTai!音頭」                                                                                 | OVA『魔法使いTai!』関連曲                                                       |
| 1996年12月11日 | 魔法使いTai!の文化祭 歌と、ゆかたと、フォークダンス                              | 魔法使い隊 | 「The Magic Girl's Medley」                                                                          | OVA『魔法使いTai!』関連曲                                                       |
| 1997年1月18日  | ハーメルンのバイオリン弾き ドラマ全集 第1楽章-II                                 | フルート（飯塚雅弓） | 「きっと越えられる」                                                                                 | テレビアニメ『ハーメルンのバイオリン弾き』関連曲                                |
| 1997年8月20日  | ハーメルンのバイオリン弾き ドラマ全集 第2楽章-V                                  | ハーメルン（上田祐司）、フルート（飯塚雅弓） | 「それが絆の強さ」                                                                                   | テレビアニメ『ハーメルンのバイオリン弾き』関連曲                                |
| 1997年8月27日  | 魔法使いTai! 恋と、魔法と、あたらしい歌                                          | 魔法クラブ | 「魔法クラブの唄」                                                                                   | OVA『魔法使いTai!』関連曲                                                       |
| 1997年8月27日  | 魔法使いTai! 恋と、魔法と、あたらしい歌                                          | 中富七香（飯塚雅弓） | 「七香はいつも元気！」                                                                               | OVA『魔法使いTai!』関連曲                                                       |
| 1997年8月27日  | 魔法使いTai! 恋と、魔法と、あたらしい歌                                          | 中富七香（飯塚雅弓）、愛川茜（岩男潤子） | 「♥の翼」                                                                                            | OVA『魔法使いTai!』関連曲                                                       |
| 1997年9月10日  | 新・天地無用！ 佐久耶の告白 小さな恋人                                           | 神代佐久耶（飯塚雅弓） | 「天使の誘惑」                                                                                       | テレビアニメ『新・天地無用!』関連曲                                             |
| 1997年12月23日 | リーディングストーリー 魍魎戦記MADARA天使編「麒麟」                              | 麒麟（飯塚雅弓） | 「星空のエクリプス」 「水辺の睡蓮」                                                                  | ドラマCD『魍魎戦記MADARA』挿入歌                                                |
| 1998年3月25日  | はりきり！ふろーずん♥ぷりてぃ indigo                                             | 神渡つばめ（飯塚雅弓） | 「INDIAN SURPRISE」                                                                                  | ドラマCD『はりきり！ふろーずん♥ぷりてぃ indigo』主題歌                          |
| 1998年5月20日  | 悠久幻想曲キャラクターシリーズ Vol.2 シャララ！〜元気になあれ〜                  | トリーシャ・フォスター（飯塚雅弓） | 「シャララ！〜元気になあれ〜」                                                                       | ゲーム『悠久幻想曲 2nd Album』関連曲                                            |
| 1998年8月26日  | 金田一少年の事件簿 オールスターズソングアルバム「THE SCHOOL DAYS」               | 速水玲香（飯塚雅弓） | 「Sha-la-la」                                                                                        | テレビアニメ『金田一少年の事件簿』関連曲                                        |
| 1998年12月10日 | NOëL3 限定版CD                                                                   | 岡野由香（飯塚雅弓） | 「WHITE MORNING」                                                                                    | ゲーム『NOëL3』イメージソング                                                   |
| 1998年12月10日 | -                                                                                | 岡野由香（飯塚雅弓） | 「Off Lineで逢いたくて」                                                                             | ゲーム『NOëL3』エンディングテーマ                                               |
| 1998年12月23日 | Love One's Home 恋愛候補生ボーカルコレクション                                   | 柿沼めい（飯塚雅弓） | 「内緒の夢」                                                                                         | ゲーム『スターライトスクランブル 恋愛候補生』関連曲                             |
| 1998年12月23日 | Love One's Home 恋愛候補生ボーカルコレクション                                   | 岸波めぐみ（川澄綾子）、柿沼めい（飯塚雅弓） | 「Knife through the Sky」                                                                            | ゲーム『スターライトスクランブル 恋愛候補生』関連曲                             |
| 1998年12月23日 | Love One's Home 恋愛候補生ボーカルコレクション                                   | 岸波めぐみ（川澄綾子）、柿沼めい（飯塚雅弓）、楠原利奈（中川亜紀子）、風巻夏美（木村亜希子）                                                                                 | 「Love One's Home (starlight version)」                                                              | OVA『スターライトスクランブル 恋愛候補生』エンディングテーマ                    |
| 1999年1月27日  | 聖ルミナス女学院(3) イメージアルバム ガールズ・トーク                            | 木島糊湖（飯塚雅弓） | 「ちょっとだけ水色」                                                                                 | テレビアニメ『聖ルミナス女学院』挿入歌                                          |
| 1999年1月27日  | 聖ルミナス女学院(3) イメージアルバム ガールズ・トーク                            | ルミナスガールズ・オールスターズ | 「To-bi-ra」                                                                                         | テレビアニメ『聖ルミナス女学院』挿入歌                                          |
| 1999年6月21日  | めざめ                                                                           | 日野本アカリ（飯塚雅弓）、日野本ユウキ（榎本温子）、日野本ノゾミ（山本麻里安）                                                                                               | 「めざめ」                                                                                           | ラジオ『まゆみ・あつこ・まりあのトライアングルセッション'99』オープニングテーマ |
| 1999年6月21日  | めざめ                                                                           | 日野本アカリ（飯塚雅弓）、日野本ユウキ（榎本温子）、日野本ノゾミ（山本麻里安）                                                                                               | 「FLASH BACK」                                                                                       | ラジオ『まゆみ・あつこ・まりあのトライアングルセッション'99』エンディングテーマ |
| 1999年7月7日   | ゲートキーパーズ1970                                                             | フォークイントルーダーズ | 「サイケデリックでGO!GO!」                                                                           | ゲーム『ゲートキーパーズ』挿入歌                                                |
| 1999年7月16日  | Over the rainbow/聖夜 〜金のスープ〜                                             | 魔法使い隊 | 「Over the rainbow」                                                                                 | テレビアニメ『魔法使いTai!』挿入歌                                              |
| 1999年7月22日  | あのこどこのこ エンドレス・シーズン                                              | 相沢早苗（飯塚雅弓） | 「デート」                                                                                           | ゲーム『あのこどこのこ エンドレス・シーズン』挿入歌                             |
| 1999年8月21日  | 夢を見た                                                                         | 日野本アカリ（飯塚雅弓）、日野本ユウキ（榎本温子）、日野本ノゾミ（山本麻里安）                                                                                               | 「夢を見た」                                                                                         | ラジオ『まゆみ・あつこ・まりあのトライアングルセッション'99』オープニングテーマ |
| 1999年8月21日  | 夢を見た                                                                         | 日野本アカリ（飯塚雅弓）、日野本ユウキ（榎本温子）、日野本ノゾミ（山本麻里安）                                                                                               | 「恋のチャンス3」                                                                                    | ラジオ『まゆみ・あつこ・まりあのトライアングルセッション'99』エンディングテーマ |
| 1999年8月21日  | ラプラスにのって                                                                 | カスミ（飯塚雅弓）、ラプラス（愛河里花子） | 「ラプラスにのって」                                                                                 | テレビアニメ『ポケットモンスター』エンディングテーマ                            |
| 1999年8月21日  | ラプラスにのって                                                                 | サトシ（松本梨香）、ピカチュウ（大谷育江）、カスミ（飯塚雅弓）、トゲピー（こおろぎさとみ）、タケシ（上田祐司）、ロコン（愛河里花子）、ケンジ（関智一）、マリル（かないみか） | 「みんなであるこう！」                                                                               | テレビアニメ『ポケットモンスター』イメージソング                                |
| 1999年10月20日 | トゥルーラブストーリー2 ボーカルコレクション                                     | 深山早苗（飯塚雅弓） | 「フォトジェニック・ラブ」                                                                           | ゲーム『トゥルーラブストーリー2』関連曲                                         |
| 1999年12月15日 | トライアングル・セッション'99 ボーカルミニアルバム Session1                      | アカリ（飯塚雅弓） with ユウキ（榎本温子）、ノゾミ（山本麻里安） | 「信じていいよね」 「なかなおりしましょ」                                                            | ラジオ『まゆみ・あつこ・まりあのトライアングルセッション'99』関連曲             |
| 1999年12月17日 | ゲートキーパーズ ボーカルアルバム                                                | 朝霧麗子（飯塚雅弓） | 「恋は風船のように」                                                                                 | ゲーム『ゲートキーパーズ』関連曲                                                |
| 1999年12月23日 | REVIVE... 〜蘇生〜 CDドラマ Portrait-2                                           | 水谷菜緒（飯塚雅弓） | 「ハート・ダイレクト」                                                                               | ゲーム『REVIVE... 〜蘇生〜』イメージソング                                      |
| 2000年3月23日  | トライアングルセッション'99 ボーカルミニアルバム Session2                        | アカリ（飯塚雅弓） with ユウキ（榎本温子）、ノゾミ（山本麻里安） | 「mirage」 「true light」                                                                            | ラジオ『まゆみ・あつこ・まりあのトライアングルセッション'99』関連曲             |
| 2000年9月20日  | ゲートキーパーズ SPIRITS                                                         | 朝霧麗子（飯塚雅弓）、近衛かおる（高野直子） | 「恋はDAN・DAN」                                                                                     | テレビアニメ『ゲートキーパーズ』関連曲                                          |
| 2001年3月31日  | Missing Blue 02 聖遼学園中等部2年D組〜静乃〜                                     | 矢城静乃（飯塚雅弓） | 「レッスン」                                                                                         | ゲーム『Missing Blue』関連曲                                                    |
| 2001年6月20日  | Pure Blue/LOVE FOREVER                                                           | 水島アカリ（飯塚雅弓）、青山ユウキ（榎本温子）、海原ノゾミ（山本麻里安） | 「Pure Blue」                                                                                        | テレビアニメ『チャンス〜トライアングルセッション〜』オープニングテーマ          |
| 2001年6月20日  | Pure Blue/LOVE FOREVER                                                           | 水島アカリ（飯塚雅弓）、青山ユウキ（榎本温子）、海原ノゾミ（山本麻里安） | 「Love Forever」                                                                                     | テレビアニメ『チャンス〜トライアングルセッション〜』エンディングテーマ          |
| 2001年7月25日  | 天使 in your heart                                                               | 水島アカリ（飯塚雅弓） | 「天使 in your heart」                                                                               | テレビアニメ『チャンス〜トライアングルセッション〜』挿入歌                      |
| 2001年7月25日  | 天使 in your heart                                                               | 水島アカリ（飯塚雅弓）、香坂快人（子安武人） | 「ふたりだけのMoon」                                                                                 | テレビアニメ『チャンス〜トライアングルセッション〜』挿入歌                      |
| 2001年11月7日  | チャンス〜トライアングルセッション〜 オリジナル・サウンドトラック「centonizare」 | 水島アカリ（飯塚雅弓）、ひばりヶ丘少年少女合唱団 | 「我が闇に光を〜聖歌隊〜」                                                                           | テレビアニメ『チャンス〜トライアングルセッション〜』関連曲                      |
| 2001年12月19日 | AS〜エンジェリックセレナーデ #prelude                                            | ラスティ・ファースン（飯塚雅弓） | 「天使の歌う小夜曲」                                                                                 | ゲーム『AS〜エンジェリックセレナーデ』オープニングテーマ                        |
| 2002年3月29日  | AS〜エンジェリックセレナーデ 初回限定版特典CD                                    | ラスティ・ファースン（飯塚雅弓） | 「羽根のブランケットにつつまれて」                                                                   | ゲーム『AS〜エンジェリックセレナーデ』エンディングテーマ                        |
| 2002年3月29日  | AS〜エンジェリックセレナーデ 初回限定版特典CD                                    | ラスティ・ファースン（飯塚雅弓） | 「聖地」 「Two Destiny〜2つの運命」 「大事な宝石」 「この手を伸ばして」                              | ゲーム『AS〜エンジェリックセレナーデ』挿入歌                                    |
| 2002年10月22日 | メモリアルソング音楽集                                                           | 柚木日向（飯塚雅弓） | 「ALWAYS YOU-ヒトミを閉じれば-」                                                                     | ゲーム『メモリアルソング』関連曲                                                |
| 2002年11月21日 | 円盤皇女ワるきゅーレ ワルキューレ宇宙大歌劇                                      | ライネ（飯塚雅弓）、リカ（南央美） | 「ライネ・ライヒ」                                                                                   | テレビアニメ『円盤皇女ワるきゅーレ』関連曲                                      |
| 2002年11月21日 | 円盤皇女ワるきゅーレ ワルキューレ宇宙大歌劇                                      | 時乃湯従業員一同 | 「カーテン・コール 〜フィナーレよりも華やかな」                                                      | テレビアニメ『円盤皇女ワるきゅーレ』関連曲                                      |
| 2003年4月23日  | まじかるトワラー・エンジェルラビィ☆ドラマCD Shine White 90                       | エンジェルラビィ☆（飯塚雅弓） | 「天罰！エンジェルラビィ〜エンジェルラビィ☆ver.〜」                                                  | ゲーム『まじかるトワラー・エンジェルラビィ☆』関連曲                             |
| 2003年10月22日 | AS DVD 生まれたばかりのLove Song オリジナルサウンドトラック                      | ラスティ・ファースン（飯塚雅弓） | 「祈りの歌（ラスティver.）」                                                                         | ゲーム『AS DVD 生まれたばかりのLoveSong』オープニングテーマ                     |
| 2003年10月22日 | AS DVD 生まれたばかりのLove Song オリジナルサウンドトラック                      | ラスティ・ファースン（飯塚雅弓） | 「粉雪につつまれて」                                                                                 | ゲーム『AS DVD 生まれたばかりのLoveSong』エンディングテーマ                     |
| 2003年10月22日 | AS DVD 生まれたばかりのLove Song オリジナルサウンドトラック                      | ラスティ・ファースン（飯塚雅弓） | 「生まれたばかりのLove Song」 「小さなオルゴール」                                                   | ゲーム『AS DVD 生まれたばかりのLoveSong』挿入歌                                 |
| 2003年10月22日 | AS DVD 生まれたばかりのLove Song オリジナルサウンドトラック                      | ラスティ・ファースン（飯塚雅弓）、アルテ・セーマ（園崎未恵） | 「祈りの歌（デュエットver.）」 「聖地（デュエットver.）」                                            | ゲーム『AS DVD 生まれたばかりのLoveSong』挿入歌                                 |
| 2003年11月     | -                                                                                | ライネ（飯塚雅弓） | 「SHINING」                                                                                          | テレビアニメ『円盤皇女ワるきゅーレ 十二月の夜想曲』挿入歌                       |
| 2003年12月17日 | 円盤皇女ワるきゅーレ 十二月の夜想曲 キャラクターマキシ6 ライネ                   | ライネ（飯塚雅弓） | 「PINK BIG BANG 〜桃色宇宙大爆発〜」 「PINK BIG BANG 〜桃色宇宙大爆発〜（キューティエレクトロMIX）」 | テレビアニメ『円盤皇女ワるきゅーレ 十二月の夜想曲』関連曲                       |
| 2004年6月24日  | ルーンプリンセス ヴォーカルアルバム                                              | キャサリン・リオラント（飯塚雅弓） | 「キット…モット…」                                                                                   | 『ルーンプリンセス』関連曲                                                      |
| 2005年8月12日  | AliceQuartet ヴォイスコンチェルトVol.5 BEL CANTO                                 | 御厨幸乃（飯塚雅弓） | 「HONEY HONEY」                                                                                      | ドラマCD『AliceQuartet』関連曲                                                  |
| 2005年8月12日  | AliceQuartet ヴォイスコンチェルトVol.5 BEL CANTO                                 | AliceQuartet+1 | 「アリガトウ、ダイスキ」 「絶対叶えるから」                                                          | ドラマCD『AliceQuartet』関連曲                                                  |
| 2006年7月      | かいけつゾロリ ゆめのハッスル歌謡ショー                                          | モーモーむすめ | 「ホットな ミルク」                                                                                  | テレビアニメ『まじめにふまじめ かいけつゾロリ』挿入歌                           |
| 2007年11月21日 | シュラキ・トリニティBOX-02 オリジナルドラマCD 第2話「シュバルツシルトの伝説」    | 柳妹鳳（飯塚雅弓） | 「カケガエナイモノ。」                                                                               | ドラマCD『シュラキ』関連曲                                                      |
| 2009年11月26日 | フレッシュプリキュア! ボーカルアルバム2 〜笑顔のおくりもの〜                     | キュアフレッシュ！&ミユキ（飯塚雅弓） | 「Dreaming Flowers」                                                                                 | テレビアニメ『フレッシュプリキュア!』関連曲                                     |
| 2015年4月17日  | -                                                                                | タマ川ヨシ子（猫）（栗田エリナ）、ヤマ崎コテツ（猫）（飯塚雅弓） | 「ぴえええ」                                                                                         | Webアニメ『タマ川ヨシ子（猫）』エンディングテーマ                               |
| 2016年4月1日   | -                                                                                | タマ川ヨシ子（猫）（栗田エリナ）、アラ川・H・ヴァレンティーナ（猫）（飯塚雅弓）、キヨ水コマチ（猫）（松本さち）                                                              | 「今夜はTUNAイト」                                                                                   | Webアニメ『タマ川ヨシ子（猫）Part2』エンディングテーマ                          |
| 2016年4月1日   | -                                                                                | タマ川ヨシ子（猫）（栗田エリナ）、ヤマ崎コテツ（猫）（飯塚雅弓）、キヨ水コマチ（猫）（松本さち）                                                                             | 「今夜はTUNAイト」                                                                                   | Webアニメ『タマ川ヨシ子（猫）Part2』エンディングテーマ                          |
| 2016年4月1日   | -                                                                                | 猫邪羅死 | 「地獄の輪舞」                                                                                       | Webアニメ『タマ川ヨシ子（猫）Part2』エンディングテーマ                          |
| 2022年12月21日 | ポプテピピック ALL TIME BEST 3                                                   | ポプ子（飯塚雅弓）、ピピ美（椎名へきる） | 「POPメモリーズとぅYOU♪」                                                                            | テレビアニメ『ポプテピピック TVアニメーション作品第二シリーズ』挿入歌           |

### その他参加楽曲
| 発売日         | タイトル                                                     | 歌 | 楽曲                                                                                  | 備考                                                                       |
| -------------- | ------------------------------------------------------------ | --- | ------------------------------------------------------------------------------------- | -------------------------------------------------------------------------- |
| 1982年11月     | 眠れないなら-アニマル・ララバイ-/燃えよもやしっ子            | 松金よね子、飯塚雅弓 | 「眠れないなら-アニマル・ララバイ-」                                                  | テレビアニメ『一ッ星家のウルトラ婆さん』イメージソング                     |
| 1995年3月10日  | 楽勝！ハイパードール イメージアルバム                        | 野上ゆかな、飯塚雅弓 | 「戦え！楽勝！ハイパードール」                                                        | OVA『楽勝!ハイパードール』オープニングテーマ                               |
| 1995年3月10日  | 楽勝！ハイパードール イメージアルバム                        | 野上ゆかな、飯塚雅弓 | 「モンスター」                                                                        | OVA『楽勝！ハイパードール』エンディングテーマ                              |
| 1995年3月10日  | 楽勝！ハイパードール イメージアルバム                        | 野上ゆかな、飯塚雅弓 | 「大阪ラプソディー」 「好きよキャプテン」                                             | OVA『楽勝！ハイパードール』関連曲                                          |
| 1995年7月19日  | バニパルウィット                                             | 飯塚雅弓、杉並児童合唱団 | 「夢への扉」                                                                          | 劇場アニメ『とつぜん!ネコの国 バニパルウィット』エンディングテーマ         |
| 1995年10月25日 | 楽勝！ハイパードール 音楽編                                  | 野上ゆかな、飯塚雅弓、白鳥由里 | 「ハートのエースが出てこない」                                                        | OVA『楽勝！ハイパードール』エンディングテーマ                              |
| 1995年10月25日 | 楽勝！ハイパードール 音楽編                                  | 野上ゆかな、飯塚雅弓、白鳥由里 | 「わな」                                                                              | OVA『楽勝！ハイパードール』関連曲                                          |
| 1998年1月15日  | -                                                            | 飯塚雅弓 | 「紅いドレス」                                                                        | ゲーム『金田一少年の事件簿〜星見島 悲しみの復讐鬼〜』オープニングテーマ    |
| 1998年2月21日  | サルのサルサdeのルサ                                         | 飯塚雅弓 | 「サルのサルサdeのルサ」                                                              | ラジオ大阪開局40年記念ラジオ・チャリティー・ミュージックソン               |
| 1998年3月18日  | 悠久幻想曲 2nd Album サウンドトラックス                      | 飯塚雅弓 | 「My Dear」                                                                           | ゲーム『悠久幻想曲 2nd Album』エンディングテーマ                           |
| 1998年10月21日 | 悠久幻想曲THE BEST -Selected by Characters-                  | 氷上恭子、子安武人、長沢美樹、西原久美子、飯塚雅弓、金丸日向子、浅田葉子、置鮎龍太郎                                                                                  | 「友達といるときは」                                                                  | ゲーム『悠久幻想曲 2nd Album』関連曲                                       |
| 1999年10月6日  | 毒気                                                         | 愛河里花子、下々の者ども | 「救世主」                                                                            |                                                                            |
| 1999年12月24日 | 飯塚雅弓のMEGA-TONスマイル 18g!                              | まーたん（飯塚雅弓） | 「メガメガのうた」                                                                    | ラジオ『飯塚雅弓のMEGA-TONスマイル』関連曲                                 |
| 1999年12月24日 | 飯塚雅弓のMEGA-TONスマイル 18g!                              | Mega-Mega Girls with D塚アッシュ feat.ABCDFGHIJ | 「みんなの独り言〜熱海の宴会場ヴァージョン」                                          | ラジオ『飯塚雅弓のMEGA-TONスマイル』関連曲                                 |
| 2000年2月10日  | dream power-翼なき者たちへ-                                  | A・G・A・S | 「dream power-翼なき者たちへ-」                                                       | 文化放送A&Gゾーンイメージソング                                            |
| 2000年2月17日  | 悠久音楽祭 〜エンフィールドからシープクレストへ〜 ボーカル編 | 氷上恭子、折笠愛、西原久美子、長沢美樹、浅田葉子、飯塚雅弓、置鮎龍太郎、畑亜貴、清水夕紀美、池澤春菜、笠原弘子、三木眞一郎、堀江由衣、麻績村まゆ子                    | 「友達といるときは」                                                                  | ライブイベント『悠久音楽祭 〜エンフィールドからシープクレストへ〜』歌唱曲  |
| 2000年8月23日  | 悠久組曲 All Star Project サウンドトラック                   | 置鮎龍太郎、子安武人、氷上恭子、飯塚雅弓、西原久美子 | 「glory days〜僕らはまだ知らない〜」                                                  | ゲーム『悠久組曲 All Star Project』オープニングテーマ                      |
| 2000年8月23日  | 悠久組曲 All Star Project サウンドトラック                   | 置鮎龍太郎、子安武人、氷上恭子、飯塚雅弓、西原久美子、三木眞一郎、松本保典、宮村優子、麻績村まゆ子、長沢美樹                                                          | 「the world of eternity song」                                                        | ゲーム『悠久組曲 All Star Project』エンディングテーマ                      |
| 2001年3月30日  | 飯塚雅弓のMEGA-TONスマイル！ 36g                             | 飯塚雅弓 | 「メガメガのうた〜MEGA-MIX〜」                                                        | ラジオ『飯塚雅弓のMEGA-TONスマイル』関連曲                                 |
| 2002年7月24日  | Memorial Song                                                | 飯塚雅弓 | 「Memorial Song」                                                                     | ゲーム『メモリアルソング』オープニングテーマ                               |
| 2002年7月24日  | Memorial Song                                                | 飯塚雅弓 | 「True Heart」                                                                        | ゲーム『メモリアルソング』イメージソング                                   |
| 2002年12月15日 | 飯塚雅弓のMEGA-TONスマイル！ Live あっと！軽井沢             | 飯塚雅弓 | 「聴かせてよ君の声 liveあっと！軽井沢version」 「おやすみ liveあっと！軽井沢version」 | ラジオ『飯塚雅弓のMEGA-TONスマイル』関連曲                                 |
| 2003年10月24日 | V-station THE BEST                                           | Vsixteen | 「Free Hand」                                                                         |                                                                            |
| 2004年2月20日  | 飯塚雅弓のMEGA-TONスマイル！ ABCD                            | MATAN | 「オメガネニカナイタイ」                                                              | ラジオ『飯塚雅弓のMEGA-TONスマイル』関連曲                                 |
| 2004年6月20日  | メガスマ缶2                                                  | MATAN | 「またまたのうた〜サマータイム〜」                                                    | ラジオ『飯塚雅弓のMEGA-TONスマイル』関連曲                                 |
| 2004年8月25日  | amulet                                                       | 飯塚雅弓 | 「amulet」                                                                            | テレビアニメ『月は東に日は西に 〜Operation Sanctuary〜』オープニングテーマ |
| 2004年8月25日  | amulet                                                       | 飯塚雅弓 | 「Happy go! let's go!」                                                               | テレビアニメ『月は東に日は西に 〜Operation Sanctuary〜』イメージソング     |
| 2007年5月18日  | message                                                      | 飯塚雅弓、鷲崎健 | 「message」                                                                           | ラジオ『Voice of A&G Digital 超ラジ!』オープニングテーマ                   |
| 2007年5月18日  | message                                                      | 飯塚雅弓 | 「恋のmelody」                                                                        | ラジオ『Voice of A&G Digital 超ラジ！』エンディングテーマ                  |
| 2008年11月26日 | オリジナル・サウンドトラック 屍姫 赫                         | 飯塚雅弓 | 「眠れる星の蒼い砂」                                                                  | テレビアニメ『屍姫 赫』エンディングテーマ                                  |
| 2014年8月27日  | 瞳でEle-phant!                                               | 愛河里花子、新居昭乃、飯塚雅弓、金月真美、小林由美子、コミネリサ、サエキトモ、坂本真綾、新谷良子、千菅春香、千葉紗子、POARO、松本梨香、三重野瞳、水野愛日、山本麻里安 | 「瞳 Fall in Love 〜20周年記念バージョン」                                            |                                                                            |

### 楽曲提供
- 小清水亜美 「dear friend」（2006年、作詞）
- ラジオ『Voice of A&G Digital 超ラジ!』オープニングテーマ「message」、エンディングテーマ「恋のmelody」（2007年、作詞）
- 三重野瞳 「サヨナラバイバイ」（2007年、作曲） - 星舞名義

## ライブ・イベント

### 合同ライブ
| 出演日         | タイトル                                                                                           | 会場                                               |
| -------------- | -------------------------------------------------------------------------------------------------- | -------------------------------------------------- |
| 1996年8月12日  | NOëL スーパーライブ                                                                                | サッポロファクトリーホール（北海道）               |
| 1998年5月3日   | RADIO ACTRESS DREAM LIVE                                                                           | 生駒山上遊園地 野外劇場（奈良県）                  |
| 1999年11月21日 | 悠久音楽祭 〜エンフィールドからシープクレストへ〜                                                  | ゆうぽうとホール（東京都）                         |
| 1999年12月27日 | 20世紀アニメ紅白歌合戦                                                                             | 日本武道館（東京都）                               |
| 1999年12月31日 | カウントダウンスペシャルライブ IN スカイランドいこま きっといい夢ミレニアム〜NEW YEAR PARTY 2000〜 | 生駒山上遊園地 野外劇場（奈良県）                  |
| 2004年3月28日  | 円盤皇女ワるきゅーレ 〜時乃湯 大宴会〜                                                             | 横浜ベイホール（神奈川県）                         |
| 2005年10月30日 | とらのあな THE LIVE 〜Alice Quartet Live Concerto〜                                                | 新宿シアターアプル（東京都）                       |
| 2009年7月17日  | 文化放送サテライトプラスLIVE 2009                                                                  | 文化放送サテライトプラス（東京都）                 |
| 2013年4月20日  | 第1回 姫の音楽祭                                                                                   | CAVE BE（東京都）                                  |
| 2013年7月28日  | アキバ大好き！祭り2013 第2回 姫の音楽祭                                                            | ベルサール秋葉原（東京都）                         |
| 2013年7月15日  | ラジオ大阪開局55周年記念「1314 V-STATION うたの文化祭」                                            | ホテル大阪ベイタワー 4階ベイタワーホール（大阪府） |
| 2014年5月11日  | 姫の音楽祭〜春のスペシャル・ライブ〜                                                               | アキバ☆ソフマップ1号店（東京都）                   |
| 2014年9月14日  | 15th Anniversary Live ランティス祭り 2014                                                          | 潮風公園 太陽の広場（東京都）                      |
| 2016年5月7日   | アニ×ワラ vol.5                                                                                    | 新宿文化センター大ホール（東京都）                 |
| 2021年6月20日  | Non Fes the concert 〜Nonko 40th Anniversary Tribute Festival〜                                    | ティアラこうとう 大ホール（東京都）                |
| 2023年8月20日  | 声優Neo歌謡フェス2023                                                                              | お台場R地区（東京都）                              |

### その他
- 聖マリオン学院 〜夏休み直前LIVE〜（2006年7月2日、渋谷TAKE OFF 7〈東京都〉）ゲスト出演
- オカリナ部 1stSTAGE 禅寺deオカリーナ（2009年12月27日、スターパインズカフェ〈東京都〉）
- タップダンス部 HOP!STEP!TAP!!（2011年8月28日、ブディストホール〈東京都〉）
- アクロスフェスタ！（2018年10月28日、山野ホール〈東京都〉）
- 聖マリオン学院 懐かしい学校のリーダーズ（2024年10月28日、SHIBUYA TAKE OFF 7〈東京都〉）ゲスト出演

## 書籍

### 単行本
- フォトエッセイ『PLACE TO BE 〜今ここにいること〜』（2000年、徳間書店、ISBN 978-4197201037）
- 飯塚雅弓のmega-tonスタイル！（2001年、主婦の友社、ISBN 978-4072314104）

### 写真集
- Voice of 飯塚雅弓 〜rhythm〜（1998年、徳間書店、ISBN 978-4197200559）
- artist book Mayumi Iizuka soave（2000年、音楽専科社）
- mayumi★iizuka LoveLive! PHOTOBOOK 2008-2014（2015年） - ライブ会場のみでの発売

### トレーディングカード
- ColleCarAボイスアニメージュ・トレーディングカード飯塚雅弓（1999年、ハドソン）
- 「飯塚雅弓」トレーディングカード（2006年、ムービック）

### 連載
- 飯塚雅弓のまだまだ日曜日だよ（1996年 - 1997年、アニメージュ、徳間書店）
  - 飯塚雅弓のいたいのとんでけ！（1997年 - 2000年、アニメージュ、徳間書店）
  - いたとんレボリューション（2000年 - 2001年、アニメージュ、徳間書店）
- 飯塚雅弓のHarmony of future（1997年、声優グランプリ、主婦の友社）
  - 飯塚雅弓のKira kira（1998年 - 1999年、声優グランプリ、主婦の友社）
- 飯塚雅弓の白いクーピーを探して（1998年 - 1999年、アニメV・Looker、学習研究社）
- 飯塚雅弓のコギーでクリーオウ（1999年、ドラゴンマガジン、富士見書房）
- 飯塚雅弓のSmile for you（1999年、ザ・プレイステーション、ソフトバンクパブリッシング）
- 飯塚雅弓のStarry Music Night（1999年 - 2005年、アニラジグランプリ・声優グランプリ、主婦の友社）
- 飯塚雅弓のStarry Music Night on Web（2000年 - 2001年、声優グランプリWeb）
- まーちゃん&よっきーのちょこっと〜く！（2000年 - 2002年、ボイスアニメージュ、徳間書店）
  - まーちゃん&よっきーのちょこっと〜く！2（2005年 - 2006年、ボイスニュータイプ、角川書店）
- 飯塚雅弓のRainbow Shower（2002年 - 2004年、ドリマガ、ソフトバンククリエイティブ）
- 飯塚雅弓の月刊ラジオグランプリ（2005年 - 2008年、声優グランプリ、主婦の友社）

### 関連書籍
- What time is it Now?夢語り・猫語り（1998年、ソニー・マガジンズ、ISBN 978-4789712903）
- やさしいピアノソロ 飯塚雅弓ベストコレクション（1999年、東京音楽書院、ISBN 978-4811444246）